# Monet Mazur
Monet Happy Mazur (Los Ángeles; 17 de abril de 1976) es una actriz, cantante y modelo estadounidense.

## Biografía
Monet Mazur nació en Los Ángeles, hija del artista Ruby Mazur. Su madre fue modelo y tiene tres hermanos: Cezanne, Matisse y Miro.
Su nombre deriva del famoso pintor francés, Monet.
Su padre alcanzó notoriedad al diseñar el famoso logo en forma de boca de los Rolling Stones. Fue también mánager de Billy Joel.
Tiene también un primo, Epic Mazur, vocalista de la banda Crazy Town.

### Carrera
Monet comenzó a ejercer de modelo y actuar en su adolescencia. En 1993 tuvo su primer papel destacado en la película The Addams family values, segunda parte de la saga de la Familia Adams. Durante la década de 1990 continuó su carrera ascendente con apariciones en cine y televisión.
Sus papeles destacados en televisión incluyen apariciones en Party of five, Days of our lives y Jack and Jill. En materia de cine formó parte de Austin Powers: The Spy Who Shagged Me y The mod squad.
Llegado el año 2000, su carrera comenzó a ascender: ese mismo año obtuvo un papel en Angel Eyes, película que se estrenó en 2001, protagonizada por Jennifer Lopez. También fue parte de Blow, protagonizada por Johnny Depp y Penélope Cruz. Luego llegaría 40 days and 40 nights, en 2002.
En 2004, Monet obtiene su primer papel principal en la película Torque, interpretando a Shane, y coprotagonizada por Martin Henderson y Ice Cube. Posteriormente llegarían Monster-in-law en 2005 y Whirlygirl en 2006.
En 2007 formaba parte del film Live!.

### Vida privada
Entre sus anteriores parejas se encuentran el actor Adrien Brody, Ashton Kutcher y el guitarrista Dave Navarro.
En abril de 2005, Monet se casó con el director Alex de Rakoff. Ese mismo año dio a luz a Preston de Rakoff, su primer hijo.

## Premios
- En 2002, Monet obtuvo el premio Young Hollywood Award en la categoría New Stylemaker.
- En 2005, en el Method Fest, Monet obtuvo el premio Rising Star Award.

## Trivia
- Monet formó parte de la banda Nancy Raygun, como vocalista.
- Apareció también en el video de la canción Revolving Door, del grupo Crazy Town.

## Filmografía
- All American (2018-Actualidad)
- Adopting Terror (2012)
- The House Bunny (2008)
- Live! (2007)
- Whirlygirl (2006)
- Stoned (2005)
- Monster-in-Law (2005)
- Torque (2004)
- Recién casados (2003)
- Kiss the Bride (2002)
- Stark Raving Mad (2002)
- 40 Days and 40 Nights (2002)
- Comic Book Villains (2002)
- Sadie's Daydream (2002)
- The Learning Curve (2001)
- Angel Eyes (2001)
- Blow (2001)
- Welcome to Hollywood (2001)
- The Mod Squad (1999)
- Austin Powers: The Spy Who Shagged Me (1997)
- Raging Angels (1995)
- Addams Family Values (1993)